# Le Freney-d’Oisans
Le Freney-d’Oisans település Franciaországban, Isère megyében. Lakosainak száma 255 fő (2022. január 1.). Le Freney-d’Oisans Vaujany, Auris, Clavans-en-Haut-Oisans, Huez, Mizoën, Oz és Les Deux Alpes községekkel határos.

## Népesség
A település népességének változása:
| Lakosok száma | 154  | 180  | 177  | 270  | 248  | 252  | 252  | 247  | 245  | 255  |
|               | 1968 | 1982 | 1990 | 2006 | 2013 | 2015 | 2017 | 2019 | 2020 | 2022 |